# Shigeo Sugiura
Shigeo Sugiura (杉浦重雄?, Sugiura Shigeo; Shizuoka, 10 maggio 1917 – 10 aprile 1988) è stato un nuotatore giapponese.

## Carriera
Specializzato nello stile libero ha vinto la medaglia d'oro nella staffetta 4x200m sl ai Giochi olimpici di Berlino 1936.
È stato primatista mondiale della staffetta 4x200m sl.

## Palmarès
- Olimpiadi
  - Berlino 1936: oro nella staffetta 4x200m sl.